# Reggie Fils-Aime
 Der er for få eller ingen kildehenvisninger i denne artikel, hvilket er et problem. Du kan hjælpe ved at angive troværdige kilder til de påstande, som fremføres i artiklen.

Reginald Fils-Aime (født 25. marts 1961) bedst kendt som Reggie Fils-Aime var præsident for Nintendos amerikanske afdeling. Han blev forfremmet fra vicepræsident og ansvarshavende for salg og markedsføring den 25. maj 2006 og blev pensioneret den 15. april 2019. Han blev erstattet med Doug Bowser, som blev forfremmet fra vicepræsident og ansvarshavende for salg og markedsføring.

## Nintendo
Reggie Fils-Aime blev ansat i december 2003 som vicepræsident og ansvarshavende for salg og markedsføring i Amerika. Han blev berømt da han åbnede Nintendos pressekonference til E3 2004 med ordene "My name is Reggie. I'm about kickin' ass, I'm about takin' names, and we're about makin' games." Kort efter startede en kult på nettet. Billeder og flash animationer blev spredt ud på nettet. Mange fans mener at Reggie er ansvarlig for at generobre det amerikanske marked, derfor kaldes dette "Reggielution" (opkaldt efter Nintendo Wii der havde kodenavnet Revolution).

## Baggrund
Reggie Fils-Aime fik sin eksamen i USA i 1983. Han har 3 børn, hvoraf den ene går på college, og de to andre bor i Florida. Han er skilt og bor i Seattle med sin kæreste gennem længere tid.